# Mixornis flavicollis
Mixornis flavicollis é uma espécie de ave da família Timaliidae.
É endémica da Indonésia.
Os seus habitats naturais são: florestas subtropicais ou tropicais húmidas de baixa altitude.